# Robert Llanos
Robert Anthony Llanos (3 février 1958 à Port-d'Espagne (Trinité-et-Tobago)) est un ecclésiastique catholique romain, évêque de Saint John's-Basseterre depuis le 8 décembre 2018